# Marian Müller
Marian Müller, geboren als Josef Leodegarius Müller (* 2. Oktober 1724 in Aesch, Kanton Luzern; † 17. November 1780 in Einsiedeln, Kanton Schwyz) war ein Schweizer Benediktiner und Fürstabt des Klosters Einsiedeln. Gemäss neuesten Forschungen war er sehr aufgeschlossen gegenüber den Ideen der Katholischen Aufklärung.

## Leben
Josef Müllers Vater, Michael Müller, bekleidete das Amt des Untervogts von Dagmersellen. Mit zwölf Jahren kam Josef Müller an die Schule des Klosters Einsiedeln, in das er 17-jährig am 20. Januar 1742 als Novize eintrat. Ein Jahr darauf folgte die Profess, 1748 die Weihe zum Priester. Sein geistlicher Name wurde Marian. In den Jahren zwischen 1749 und 1763 unterrichtete er in dem zu Einsiedeln gehörenden Kollegium in Bellinzona. An dieser Bildungseinrichtung waren mehrere Einsiedler Mönche tätig, die sich offen für aufklärerische Anliegen zeigten. 1763 wurde er nach Einsiedeln zurückberufen, um das Amt des Subpriors zu übernehmen. Zugleich ordnete er ab 1771 das Klosterarchiv neu.
Am 11. August 1773 wurde Marian Müller von seinen Mitbrüdern zum Abt von Einsiedeln gewählt. Nach dem Abschluss des barocken Klosterneubaus unter seinem Vorgänger konnte er sich nun der inneren Erneuerung des Konvents zuwenden. Entschieden förderte er dabei aufklärerische Bemühungen verschiedener Mitbrüder, die beispielsweise im Bildungswesen tätig waren. Er selbst versuchte etwa durch die Einrichtung neuer Erwerbszweige für die Einsiedler Dorfbevölkerung die allgemeine Wohlfahrt zu heben und war mit verschiedenen protestantischen Theologen in Kontakt. Auch Johann Caspar Lavater zählte zu seinen Freunden. Verschiedene Zeitgenossen bezeichneten ihn als aufklärerisch.
Sein Nachfolger, der Fürstabt Beat Küttel, schlug nach Müllers Tod eine antiaufklärerische Bahn ein. Im Zuge des ultramontanen Antimodernismus taten auch die Mönche des 19. Jahrhunderts alles dafür, um die aufklärerischen Bemühungen ihrer Mitbrüder vergessen zu lassen.